# 第40飛行隊 (南アフリカ空軍)
第40飛行隊（だい40ひこうたい、40 Squadron SAAF）は、かつて存在した南アフリカ空軍の飛行隊である。1940年5月に設立され、1945年に廃止。1953年に再設立され、1985年4月29日に廃止